# Benjamin II
Pour les articles homonymes, voir Benjamin.
Israel Joseph Benjamin de son nom de plume Benjamin II en l'honneur de Benjamin de Tudèle, est un voyageur et historien juif roumain, né en 1818 à Fălticeni, Roumanie et décédé le 3 mai 1864 à Londres.

## Vie et voyages
Marié jeune, il se lance dans le commerce du bois, mais ayant perdu sa modeste fortune, il décide d'arrêter son activité. De nature aventureuse, il adopte le nom de Benjamin II pour honorer Benjamin de Tudèle, le célèbre voyageur juif du XIIe siècle et vers la fin de 1844, décide de partir à la recherche des Dix tribus perdues.
Il se rend tout d'abord à Vienne, et en janvier 1845 part pour Constantinople, visitant plusieurs villes sur le pourtour méditerranéen. Il arrive à Alexandrie en juin 1847, et continue vers la Palestine en passant par le Caire. Il traverse alors la Syrie, la Babylonie, le Kurdistan, la Perse, les Indes, Kaboul et l'Afghanistan, avant de retourner en juin 1851 à Constantinople, puis à Vienne. Après un court séjour dans cette ville, il se rend en Italie, où il reste quelque temps avant d'embarquer vers l'Algérie et le Maroc.
Pendant tous ses voyages, il prend énormément de notes sur les pays qu'il visite et les populations qu'il rencontre. Après huit années de voyage, il arrive en France, où il prépare un livre en hébreu sur ses impressions de voyage. Il fait traduire ce livre en français. Après bien des péripéties pour obtenir des souscriptions pour son livre, celui-ci parait en 1856 sous le titre en français : Cinq Années de Voyage en Orient, 1846-1851. Le même ouvrage, révisé et augmenté est publié par la suite en allemand, à Hambourg en 1858, sous le titre : Acht Jahre in Asien und Afrika (Huit ans en Asie et Afrique), avec une préface du rabbin et historien de langue allemande, Meyer Kayserling. Une version anglaise voit aussi le jour.
Comme la véracité de ses récits et l'authenticité de ses voyages sont mis en doute par certains critiques, Benjamin se défend en produisant des lettres et autres témoignages prouvant la réalité de ses voyages dans les différents pays orientaux mentionnés. Benjamin ne décrit que ce qu'il a vu, et bien que certaines de ses remarques parfois montrent un manque d'érudition et une absence de méthode scientifique, sa narration simple et véridique lui attire le respect d'éminents savants comme Alexander von Humboldt, August Petermann ou Karl Gottlieb Richter.
En 1859, Benjamin entreprend un nouveau voyage, cette fois-ci en Amérique, où il va rester trois ans. Le résultat de ses observations est publié à son retour en 1863 à Hanovre, sous le titre Drei Jahre in Amerika (Trois ans en Amérique).
Les rois de Suède et de Hanovre lui attribuent maintenant des distinctions. Encouragé par la sympathie de plusieurs scientifiques qui  rédigent un plan et une série de suggestions pour le conseiller, Benjamin décide de repartir de nouveau en Asie et en Afrique. Il se rend à Londres pour lever des fonds pour son voyage, mais ce voyage ne se fera pas. Usé par la fatigue et les privations endurées lors de ses précédents voyages, il a vieilli prématurément et paraît plus vieux que son âge. Il meurt indigent à Londres en 1864, et ses amis et admirateurs sont obligés d'organiser une souscription publique pour sauver sa femme et sa fille de la misère.
En plus des livres sur ses voyages, Benjamin rédige la traduction en allemand  du livre du rabbin Nathan ben Moses Hannover Yeven metzulah publié à Venise en 1653, sur l'insurrection des Cosaques au XVIIe siècle. Sa traduction intitulée Jawan Mezula, Schilderung des Polnisch-Kosakischen Krieges und der Leiden der Juden in Poland Während der Jahre 1648-53, Bericht eines Zeitgenossen nach einer von. L. Lelewel Durchgesehenen Französischen Uebersetzung, Herausgegeben von J. J. Benjamin II (Description de la guerre polono-cosaque et la souffrance des Juifs en Pologne pendant les années 1648-1653, rapport d'un contemporain d'après une traduction française corrigée de L. Lelewel, publié par J.J. Benjamin II), ne paraîtra à Hanovre qu'en 1863, un an après sa mort, avec une préface de Kayserling.

## Quelques notes prises pendant ses voyages en Perse
Pendant ses voyages en Perse, J.J. Benjamin a noté quelques observations sur la vie des Juifs perses, : 
1. Dans toute la Perse, les Juifs sont obligés de vivre dans une partie de la ville séparée des autres habitants car ils sont considérés comme des créatures impures, qui  contaminent par leur commerce et leur présence.
2. Ils n'ont pas le droit d'exercer un commerce de produits quelconques.
3. Même dans les rues de leur propre quartier, ils n'ont pas le droit d'ouvrir une boutique. Ils peuvent seulement vendre leurs épices et  drogues, ou exercer le métier de joaillier dans lequel ils ont atteint une grande perfection.
4. Sous le prétexte qu'ils sont impurs, ils sont traités avec une très grande sévérité, et s'ils pénètrent dans une rue habitée par des Musulmans, ils sont bombardés de pierres et de déchets par les jeunes et la foule.
5. Pour la même raison, ils ont l'interdiction de sortir quand il pleut ; car il est dit que la pluie les lavera de leur saleté et donc que celle-ci souillera les pieds des Musulmans.
6. Si un Juif est reconnu comme tel dans la rue, il est sujet aux plus vives insultes. Les passants leur crachent au visage, et parfois le battent sans pitié, qu'il tombe au sol et est obligé d'être porté chez lui.
7. Si un Perse tue un Juif, et que la famille du défunt peut apporter deux Musulmans comme témoins du fait, le meurtrier est puni d'une amende de 12 tumauns (600 piastres) ; mais si deux témoins musulmans ne peuvent pas être produits, le crime demeure impuni, même s'il a été commis en public et est bien connu.
8. La viande des animaux abattus selon la pratique juive, mais déclarée Trefe, ne doit pas être vendu à un Musulman. Les abatteurs sont tenus d'enterrer la viande, afin que même les Chrétiens ne puissent se hasarder à l'acheter, de crainte des moqueries et insultes des Perses.
9. Si un Juif entre dans une boutique pour acheter quelque chose, il lui est interdit d'inspecter les produits, mais doit se tenir à distance respectueuse et demander le prix. Si sa main par inadvertance touche un produit, il doit le prendre quel que soit le prix que le vendeur lui demandera.
10. Quelquefois les Perses s'introduisent dans les logis des Juifs et prennent possession de ce qui leur plait. Si le propriétaire fait la moindre opposition pour défendre ses biens, il court un risque pour sa vie.
11. Dans le cas de la moindre dispute entre un Juif et un Perse, le premier est immédiatement traîné devant le Achund (autorité religieuse), et si le plaignant peut apporter deux témoins, le Juif est condamné à payer une amende élevée. S'il est trop pauvre pour payer cette amende en argent, il est déshabillé jusqu'à la ceinture, attaché à un poteau, et reçoit quarante coups de bâton. Si le condamné pousse le moindre cri pendant l'exécution de sa peine, les coups déjà donnés ne sont pas comptés et la punition redémarre du début.
12. De la même manière, les enfants juifs, s'ils se querellent avec des enfants musulmans, sont immédiatement conduits devant le Achund, et punis avec des coups.
13. Un Juif qui voyage en Perse est taxé chaque fois qu'il pénètre dans une auberge ou un caravansérail.  S'il hésite à satisfaire n'importe quelle demande qu'on peut être amené à lui faire, ils lui tombent dessus et le maltraitent jusqu'à ce qu'il accepte leurs conditions.
14. Si, comme déjà mentionné, un Juif se montre dans la rue pendant les trois jours du Katel (fête de deuil de la mort du fondateur perse de la religion d'Ali), il est sûr d'être assassiné.
15. De nouveaux soupçons sont portés contre les Juifs chaque jour et chaque heure, de façon à trouver des raisons pour leur extorquer de l'argent ; le désir du gain est toujours le moteur principal du fanatisme.